# Dominique Barbier
 (avril 2014).
Dominique Barbier, né le 11 janvier 1951, est un psychiatre français.

## Biographie
Petit-fils d'Antoine et Lucie Barbier, deux peintres orientalistes du XIXe siècle[réf. nécessaire], il effectue ses études à l'école lyonnaise de psychiatrie (médecine à l'U.E.R Alexis Carrel de 1973 à 1980, C.E.S. de psychiatrie de 1979 à 1982). Sa thèse, essai sur le don quichottisme en psychiatrie, qu'il soutient en 1981, reçoit le premier prix des « Confrontations Psychiatriques »). Elle est publiée sous le même titre en 1987, aux éditions Privat. Il ressort de son cursus diplômé de médecine légale, de réparation juridique du dommage corporel, d'addictologie et de biologie humaine, spécialisé dans le trouble de stress post-traumatique et les soins aux victimes.
Il exerce d'abord en tant que psychiatre des hôpitaux, où il s'est occupé de patients adultes puis en secteur infantojuvénile[réf. souhaitée][pertinence contestée]. Il y devient chef de service puis chef de pôle, avant d'exercer en libéral.
Après avoir été formé par le professeur Marcel Colin, il devient en 1983 membre de l'école lyonnaise de criminologie, et a exercé comme expert pénal près la Cour d'Appel de Nîmes dans ce domaine de 1983 à 2012. Depuis 2000, il est président de l’Association Nationale de Recherche et d’Études en Psychiatrie (ANREP). De formation lacanienne, il a participé au groupe de réflexion SESAM concernant le texte freudien au regard des apports de Jacques Lacan, mis en place à Lyon par Denis Vasse.
De 1984 à 2010, il a été chargé de cours à la Faculté de médecine de Lyon.

## Ouvrages
- Don Quichottisme et psychiatrie, Toulouse,Privat, 1987.
- La Recherche en psychiatrie et l'idée de guérison, Toulouse, Privat, 1988.
- La Dangerosité, approche pénale et psychiatrique, Toulouse, Privat, 1991.
- Guide de l'intervention en psychiatrie, Paris,Dunod, 1993.
- Clinique de la chronicité en psychiatrie, Paris, Les Empêcheurs de penser en rond, 1995.
- La Dangerosité alcoolique, Paris,PUF, 1998.
- La Dépression, Paris, Odile Jacob, 2003.
- La Fabrique de l'homme pervers, Paris, Odile Jacob, 2013.
- Hypernarcissisme ou psychose ordinaire[2], Paris, Odile Jacob, 2022.